# Tour Méditerranéen
Tour Méditeranéen – francuski wieloetapowy wyścig kolarski.
Impreza ta odbywa się od roku 1974 w lutym i przez wielu kolarzy traktowana jest jako wstęp do właściwego sezonu kolarskiego. Głównym inicjatorem i dyrektorem wyścigu jest były zwycięzca Tour de France, Lucien Aimar. Wyścig składa się z pięciu do ośmiu etapów, rozgrywanych na francuskim wybrzeżu Morza Śródziemnego. Wielokrotnie etapy kończyły się lub zaczynały również na terenie włoskiej riwiery. Niemal co roku głównym punktem imprezy jest podjazd pod Mont Faron pod Tulonem, często rozgrywany jako jazda indywidualna na czas.